# Metopium venosum
Metopium venosum är en sumakväxtart som först beskrevs av August Heinrich Rudolf Grisebach, och fick sitt nu gällande namn av Adolf Engler. Metopium venosum ingår i släktet Metopium och familjen sumakväxter. Inga underarter finns listade i Catalogue of Life.